# Tullamore Dew
Tullamore Dew («Талламор Дью») — бренд ирландского виски.

## История бренда
Корни Tullamore Dew уходят в 1829 год, когда винокурня Tullamore была основана в городе Талламор в графстве Оффали Майклом Моллоем. Наибольшее влияние на развитие винокурни оказал Дэниэл Е. Уильямс, инициалы которого, DEW, послужили названием для виски Tullamore Dew.
Grand Canal Tullamore — название происходит от Tulach Mhór, что означает «большой холм», — находится в сердце лучшего региона Ирландии по выращиванию зерна, на богатой сельскохозяйственной площади в самом сердце Ирландии, обеспечивая винокурню отличным ячменем и чистой водой.

## Дэниэл Е. Уильямс

Дэниэл Е. Уильямс — Daniel E. Williams

В 1887, вслед за смертью Моллоя, винокурня перешла в руки семьи Дэйли. Ответственным за бизнес стал капитан Бернард Дэйли. Дэйли передал управление винокурней одному из своих коллег Дэниэлу Е. Уильямсу, который со временем стал главным менеджером Tullamore.
Дэниэл Е. Уильямс оказал наибольшее влияние на расширение и развитие винокурни, члены его семьи стали совместными держателями акций Tullamore вместе с капитаном Дэйли.
Его инициалы были на каждой бутылке на протяжении многих лет. Tullamore Dew оставил далеко позади другие ирландские виски, прочно обосновавшись в нескольких европейских странах, таких как Германия, Франция и Дания, а также в США.
Американский сухой закон 1919, за которым последовала торговая война с Англией в 1930-х отрицательно сказалась на продажах Tullamore Dew и до тех пор, пока не закончилась Вторая Мировая, Tullamore Dew, как и многим другим производителям виски было трудно вести торговлю.
В 1947 внук Д Е.Уильямса, который также работал на винокурне, посетил США, один из самых важных рынков Tullamore. Он вернулся домой с идеей о новом продукте, Tullamore Dew Blended Whiskey, который стал первым купажированным ирландским виски. Виски пользовался популярностью, но для компании по-прежнему было сложно вести торговлю. В 1959 винокурня Tullamore закрылась, и постепенно бренд был продан компании Powers. Производство переехало в винокурню неподалёку от Корка. Это огромная реорганизация была одной из многих, которые сказались на крупных брэндовых виски в то время, и в результате сейчас большинство известных во всем мире ирландских сортов виски производят всего на двух винокурнях.
Сегодня правами на Tullamore Dew владеют Cantrell & Cochrane.